# Brown Sugar (The Rolling Stones)
Brown Sugar è un brano musicale del gruppo rock dei Rolling Stones; opera di Mick Jagger e Keith Richards, è la prima traccia del loro nono album Sticky Fingers, pubblicato nel 1971. La canzone venne pubblicata in Gran Bretagna come primo singolo estratto dall'album il 16 aprile 1971, diventando un successo da numero 1 in classifica negli Stati Uniti per due settimane, in Canada per tre settimane, in Olanda per due settimane ed in Svizzera ed anche in Gran Bretagna dove si posizionò al numero 2, in Germania e Norvegia al numero 4 ed in Austria al numero 10.

## Il brano

### Struttura
La canzone è introdotta da un riff di chitarra elettrica. Esso viene accompagnato, dopo un'introduzione di poche battute, dalla batteria, dal basso, dalla chitarra ritmica e dal sassofono tenore. Quest'ultimo è udibile solo a partire dal cantato di Mick Jagger e del coro formato dagli altri membri del gruppo, fino ad essere lo strumento protagonista di un assolo dal minuto 1:38 al minuto 2:07.

### Composizione e registrazione
Come la maggior parte delle canzoni dei Rolling Stones, viene accreditata al duo compositivo formato da Mick Jagger & Keith Richards, la stesura del brano fu principalmente opera del solo Jagger, che lo scrisse durante le riprese del film I fratelli Kelly in Australia nel 1969. Lo scrittore Stanley Booth nel suo libro Le vere avventure dei Rolling Stones, così rievoca la stesura del brano nelle parole di Mick Jagger: 
(Mick Jagger, 1969)
Originariamente registrata nell'arco di tre giorni al Muscle Shoals Sound Studio in Alabama, dal 2 al 4 dicembre 1969, la canzone non venne pubblicata sino all'anno successivo a causa di questioni legali inerenti al copyright. Il brano fu composto da Jagger con in mente Marsha Hunt, la sua fidanzata segreta di allora e madre del suo primo figlio Karis.
Il testo della canzone è stato spesso oggetto di polemiche e interesse da parte di critici e fan. La popolarità della melodia e del ritmo di Brown Sugar mette frequentemente in secondo piano la scandalosità delle liriche, che sono essenzialmente un misto di riferimenti a vari argomenti scabrosi come il sesso interrazziale, lo schiavismo, il cunnilingus, lo stupro, e in maniera più velata, il sadomasochismo, la perdita della verginità e l'eroina.
Esiste anche una versione alternativa del brano registrata dagli Stones il 18 dicembre 1970 agli Olympic Studios di Londra, dopo (o durante) la festa di compleanno di Keith Richards. Questa versione vede la presenza di Al Kooper al piano e di Eric Clapton alla chitarra slide. La versione alternativa è diffusamente disponibile su numerosi bootleg. In un primo momento, Richards considerò anche l'idea di pubblicarla su Sticky Fingers, a causa della sua atmosfera spontanea, ma alla fine decise per l'originale.

### Testo
Il testo è caratterizzato da riferimenti alle varie trasgressioni (di cui i Rolling Stones erano soliti parlare nelle loro canzoni) tra cui cenni più o meno velati al sesso, come si nota ad esempio nella strofa:
* Letteralmente: lo show delle tende

** Termine ambiguo, in originale "Brown Sugar" può intendere anche una qualità di eroina, oppure una bella ragazza di colore
Quando gli Stones eseguono la canzone in concerto, spesso la strofa «Hear him whip the women just around midnight» ("Sentitelo quando frusta le donne circa verso mezzanotte") viene spesso modificata nella meno offensiva: «You shoulda heard him just around midnight» ("Dovreste sentirlo circa verso mezzanotte"). Ciò si può notare negli album dal vivo del gruppo quali Love You Live, Flashpoint, Live Licks e Shine a Light. Anche nella versione registrata durante il party di compleanno di Richards la frase è così modificata.

## Pubblicazione
Brown Sugar venne pubblicata come primo singolo estratto dall'album nel maggio 1971, diventando un successo da numero 1 in classifica negli Stati Uniti e posizionandosi al numero 2 in Gran Bretagna. Mentre il singolo USA contiene solo Bitch come lato B, la versione britannica ha anche un'altra traccia suppletiva, una esecuzione dal vivo del brano di Chuck Berry Let It Rock, registrata all'università di Leeds durante il tour del 1971 in Inghilterra.

## Critiche
Nel 2021, il brano è stato fortemente criticato dall'opinione pubblica per il testo che ha riferimenti al sesso con ragazze di colore e alla schiavitù. Per tali motivi il gruppo ha deciso di non suonare più Brown Sugar durante i propri concerti. Keith Richards in merito alle critiche sollevate ha obiettato affermando che è un brano sugli orrori della schiavitù.

## Formazione
- Mick Jagger – voce; percussioni
- Keith Richards – chitarra acustica, chitarra elettrica, cori
- Mick Taylor – chitarra
- Bill Wyman – basso
- Charlie Watts – batteria

Altri musicisti
- Ian Stewart – piano
- Bobby Keys - sassofono tenore

## Curiosità
- La canzone è celebre anche per essere stato il primo brano pubblicato su singolo dalla Rolling Stones Records (numero di catalogo RS-19100) e una delle due composizioni dei Rolling Stones (l'altra è Wild Horses) i cui diritti di copyright sono divisi tra la band e il loro ex manager Allen Klein (come risultato di vari accordi contrattuali), che quindi poté inserirla nell'album compilation Hot Rocks 1964-1971. Brown Sugar, considerata un classico degli Stones, è stata inclusa in quasi tutti gli album raccolta del gruppo, come ad esempio Jump Back, Forty Licks, e GRRR!.
- Nel 1998, il brano, anche se non in versione originale, è stato utilizzato in una pubblicità della Pepsi.